# Новик-Пяюн, Сергей Михайлович
Сергей Новик-Пяюн (бел. Сяргей Новік-Пяюн, настоящее имя — Сергей Михайлович Новик, бел. Сяргей Міхайлавіч Новік; 14 августа (27) августа 1906, деревня Леоновичи Слуцкого уезда Минской губернии, Российская империя (ныне Несвижский район Минской области, Беларусь) — 26 августа 1994, Минск) — белорусский поэт, прозаик, драматург, издатель, общественный деятель.

## Биография
Родился в крестьянской семье. В 1918—1924 годах учился в Несвижской гимназии, где принимал участие в скаутском движении; в 1925—1926 годах учился на белорусских учительских курсах в Вильно (в то время входившем в состав Польши, ныне Вильнюс).
В 1925 году опубликовал своё первое стихотворение «Не горюй» в журнале «Студенческая мысль» (№ 4), начал выступать в виленских прогрессивных белорусских газетах и журналах со стихами. В 1926 году создал в родном селе хор (с 1963 года народный) и театр. Организовал кружок «Общества белорусской школы», белорусскую библиотеку и тайные школы в Леоновичах и окрестностях, за что в 1926 году был выслан польскими властями в Сьвет над Вислой. Отбыл пятилетнюю ссылку на Поморье (1926—1931).
В 1927—1931 годах сотрудничал в виленском журнале для детей «Заранка», оформлял этот журнал. В Вильно отдельными изданиями вышли его пьеса «Ёлка Дзеда Мароза. Калядны абразок у 1-эй дзеі» (1927) и переведенные им: P. Sałaŭjowa (Allegro). «Cudoŭnaja noč. Sceničny twor u 1-ej dziei dla dziciačaha teatru». Pierakłaŭ z rasiejskaj mowy S. Piajun. (1927); Паплаўскі А. Голянскі А. «Пакой у наймы. Жарт у 1 акце». Пераклаў з польскай мовы Сяргей Пяюн. В сборнике «Сцэнічныя творы. Кніжка першая» (1927); Omańkovska F. «Pradka pad kryžam. Narodnaja kazka ŭ 3 abrazoch». Pierakłaŭ z polskaj mowy dla Biełaruskaha Teatru Siarhiej Piajun. (1939).
После возвращения в родные места в 1931 году был снова арестован и сослан в Слоним. Вместе с женой Людмилой в 1938—1939 годах издавал газету «Gazeta Słonimska» на польском языке, так как издание газеты на белорусском языке власти не позволили.
В очередной раз был арестован польскими властями в марте 1939 года, сидел в тюрьме в Барановичах. Был освобождён после вступления на территорию Польши Красной Армии в сентябре.
В 1939—1940 годах работал в системе народного образования инспектором Слонимского районного отдела народного просвещения, затем директором Слонимского районного краеведческого музея (1940—1941). В июне 1941 года спас экспонаты музея вместе с И. Стабровским, спрятав их на окраине города.
Во время оккупации БССР нацистами в период Великой Отечественной войны поддерживал связи с партизанами. В 1943 году за связь с партизанами был арестован СД и отправлен в лагерь смерти Колдычево (был приговорён нацистскими властями к смертной казни). 4 июля 1944 года во время расстрела группы заключённых (600 человек), будучи ранен, притворился мёртвым, что его и спасло.
После освобождения Слонима работал директором Слонимского историко-краеведческого музея (в 1944 году). 14 декабря 1944 года был арестован органами НКГБ, 24 марта 1945 года военным трибуналом войск НКВД Барановичской области был осуждён за «измену родине» на 10 лет лишения свободы и отправлен на Колыму. Освобождён и реабилитирован Военным трибуналом Белорусского военного округа в период с 5 ноября 1958 до 18 декабря 1958 года.
В 1959 году вернулся в БССР. Жил в Слониме, Несвиже, с 1960 года — в Минске. Выступал в белорусской республиканской печати. Похоронен на кладбище деревни Леоновичи Несвижского района Минской области.
Некоторые песни на слова Новик-Пяюна считаются народными, наиболее известные из них — «Звёздочки» и «Над Щарой» («Слонимский вальс»). Писал на белорусском, русском, польском языках и на эсперанто, под своим именем и псевдонимами: Малады Дзядок; Stary Dziadok; Сяргей Пяюн; Сяргей Новік-Пяюн,; Krasnoludek; Krasnoludek z Borów Tucholskich; Н. Сергеев; С. Каліноўскі; С. Стапанчык и другие. Автор сборников стихов «Всегда с песней» (1984), книги стихов для детей «Звездочки ясные» (1986), «Песни из тюрьмы» (1993). Написал несколько песен на свои стихи («Звёздочки», «Над Щарой» и другие). Эсперантист.
Член СП БССР и СП СССР с 1984 года.